# Girolamo de Francisco
Girolamo de Francisco (falecido em 1530) foi um prelado católico romano que serviu como bispo de Mazara del Vallo de 1526 a 1530.

## Biografia
No dia 12 de dezembro de 1526, Girolamo de Francisco foi nomeado pelo Papa Clemente VII como Bispo de Mazara del Vallo. Serviu como Bispo de Mazara del Vallo até à sua morte em 1530.